# Jonathan Penrose
Jonathan Penrose (Colchester, 7 de octubre de 1933 - 30 de noviembre de 2021) fue un jugador y compositor de ajedrez británico, Gran Maestro honorario, y Gran Maestro de ajedrez por correspondencia (1983), que ganó el Campeonato de Gran Bretaña en diez ocasiones entre 1958 y 1969. 

## Biografía
Era hijo de Lionel Penrose, profesor de genética, y hermano del matemático, Oliver y del físico matemático, Roger. Jonathan es psicólogo de profesión.

## Trayectoria ajedrecística
Aprendió a jugar al ajedrez a los cuatro años, fue miembro del club de ajedrez de Hampstead a los doce y campeón británico Sub-18 cuando tenía apenas catorce años. Participó en el Torneo de Ajedrez de Hastings por primera vez en 1950-51 y venció el campeón francés Nicolas Rossolimo. También en 1950 participó en el torneo de Southsea, donde venció a dos jugadores de primera línea mundial como Efim Bogoljubow y Tartakower.
Penrose obtuvo el título de Maestro Internacional en 1961 y fue el mejor jugador británico durante una década entre los años 1960 y principio de los 1970, superando los anteriores éxitos de Henry Ernest Atkins al ganar el Campeonato británico un número récord de diez veces. Se le consideraba como un jugador con clara fuerza de Gran Maestro, e incluso un jugador con una fuerza de juego equivalente a los mejores del mundo en aquel momento, pero nunca llegó a alcanzar el título sobre el tablero, a despecho de varias victorias notables. Esto se debió, principalmente, a que decidió mantenerse como jugador aficionado y priorizar sus actividades universitarias. Jugó, de hecho, muy pocos torneos internacionales, y a menudo rechazaba invitaciones a prestigiosos torneos como los de Hastings.
Compitió en todas las ediciones de las olimpiadas de ajedrez entre 1952 y 1962, y posteriormente, en las olimpiadas de 1968 y 1970, a menudo con resultados excelentes, incluyendo un (+9 -1 =7) en 1962 (Varna (Bulgaria)), y (+10 -0 =5) en 1968 (Lugano). En ambas ocasiones ganó la medalla de plata individual en el primer tablero; en 1968, su resultado fue superado únicamente por el campeón del mundo, Tigran Petrosian. En la olimpiada de Leipzig de 1960, venció al nuevo campeón del mundo, Mijaíl Tal que jugaba con blancas, en una  defensa Benoni moderna, y se convirtió así en el primer británico en ganar a un campeón del mundo desde que Joseph Henry Blackburne ganara a Emanuel Lasker en 1899. Padecía de los nervios y tuvo una crisis durante la XIX Olimpiada en medio de una tensa partida. A partir de entonces se pasó al ajedrez por correspondencia, donde también tuvo éxito, ganando el título de Maestro Internacional (IMC) en 1980 y el de Gran Maestro (GMC) en 1983. Fue el mejor jugador de ajedrez postal entre 1987 y 1989 y condujo a su país a la victoria en la IX Olimpiada de ajedrez por correspondencia.

## Premios
Fue galardonado con el título de la Orden del Imperio Británico (OBE) en 1971.